# Dôme de Genbaku
Le dôme de Genbaku ou dôme de la bombe atomique (原爆ドーム, Genbaku dōmu), aussi appelé mémorial de la paix de Hiroshima (広島平和記念碑, Hiroshima Heiwa Kinenhi), est un bâtiment construit à Hiroshima en 1915 pour servir de palais d'exposition industrielle de la préfecture de Hiroshima, et qui est l'un des rares bâtiments à ne pas s'être effondrés lors de l'explosion de la bombe atomique le 6 août 1945. Il a été conservé à l'identique depuis, et est devenu un mémorial pour la paix et l'abolition des armes nucléaires. Son nom provient du terme japonais « genbaku » (原爆), abréviation du terme « genshibakudan » (原子爆弾) signifiant « bombe atomique ».

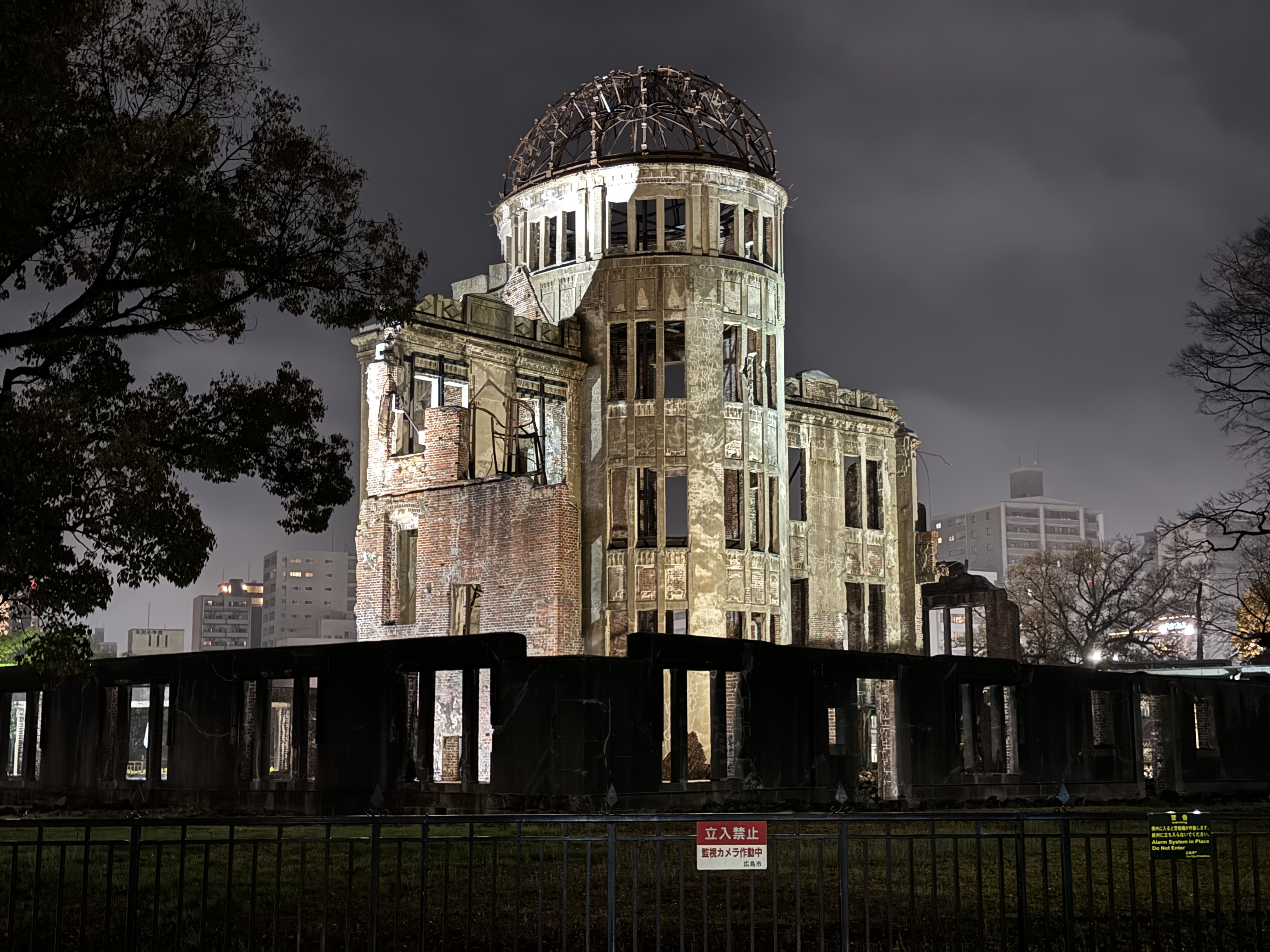

## Construction

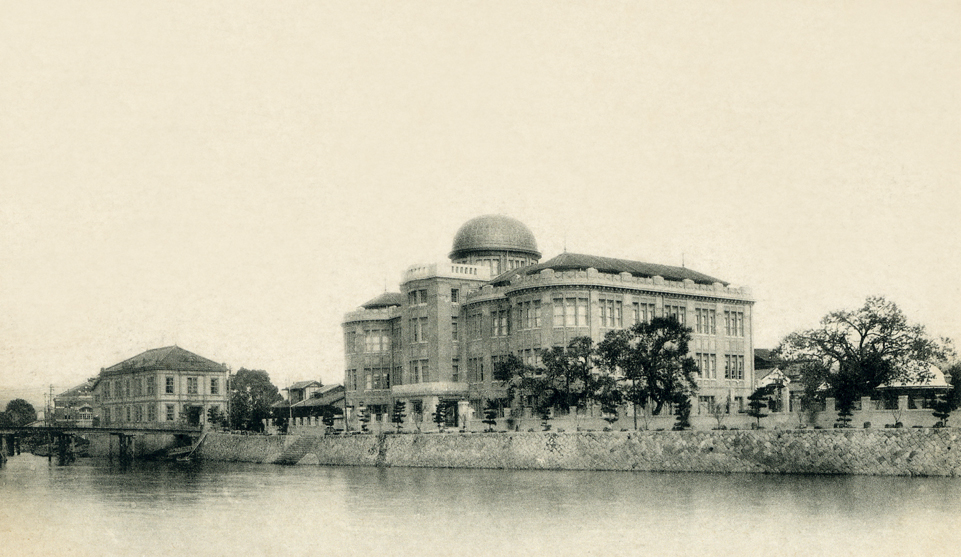
Le hall de l'exposition commerciale de Hiroshima pendant l'ère Taishō.

Conçu par l'architecte tchèque Jan Letzel, ce bâtiment de style européen fut achevé en avril 1915,. Remarquable par son dôme ovale et ses façades bombées, il était un point de repère pour les habitants et un symbole du département.
Décidée en 1910 par l'Assemblée de la préfecture de Hiroshima, la construction de ce bâtiment, vantant les mérites de l'industrie préfectorale, débuta en 1914.
La structure de l'édifice, haut de 25 m, est faite de briques. Les murs extérieurs sont recouverts de pierre et d'une couche de ciment. Alors que la majeure partie du bâtiment dispose de trois niveaux, la partie centrale, située sous la coupole, en compte cinq. La coupole, qui constitue l'élément architectural le plus remarquable de la construction, dispose d'une armature en acier et était recouverte de cuivre. Haute d'environ 4 m, elle est de forme elliptique. L'axe majeur mesure 11 m et l'axe mineur 8 m.
Le bâtiment contrastait avec les constructions en bois, ne dépassant généralement pas les deux niveaux, qui l'entouraient. Initialement appelé 広島県物産陳列館 (Hiroshima-ken Bussan Chinretsukan, litt. « Hall d'exposition commerciale de la préfecture d'Hiroshima »), il prit en 1921 le nom de 広島県立商品陳列所 (Hiroshima-kenritsu Shōhin Chinretsusho, litt. « Hall d'exposition de produit de la préfecture d'Hiroshima ») ; puis en 1933 celui de « Hall de la promotion des industries de la préfecture d'Hiroshima » (広島県産業奨励館, Hiroshima-ken Sangyō Shōreikan). Il accueillit tout d'abord des productions de la préfecture, mais servit de bureaux à des entreprises à partir du 31 mars 1944.
Bien que la volonté de la ville de Hiroshima soit de laisser le monument en l'état dans lequel il était après l'explosion, des travaux ont dû être entrepris afin d'empêcher que les assauts du temps mais également l'état général de l'édifice ne mettent en péril son existence en le menaçant d'effondrement. Les premiers travaux eurent lieu en 1967, puis entre 1989 et 1990. La structure a ainsi été renforcée avec de la résine époxy et un treillis métallique. Des éléments de maçonnerie ont aussi été rénovés. Actuellement, le dôme est contrôlé tous les trois ans.

## Bombardement
Pendant la guerre, le hall de promotion fut utilisé comme base militaire pour les hauts gradés.

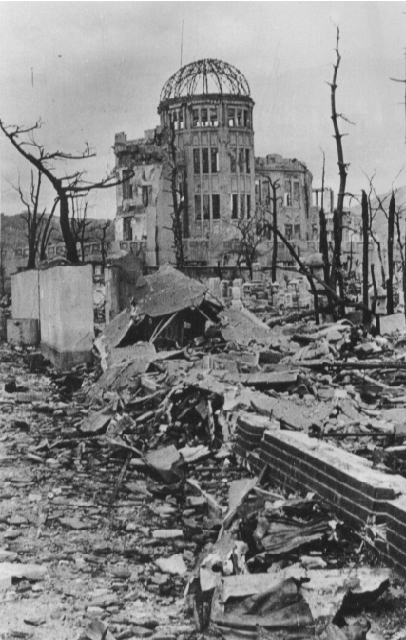
Le dôme de Genbaku, photographié par Shigeo Hayashi un peu plus d'un mois après avoir été bombardé.

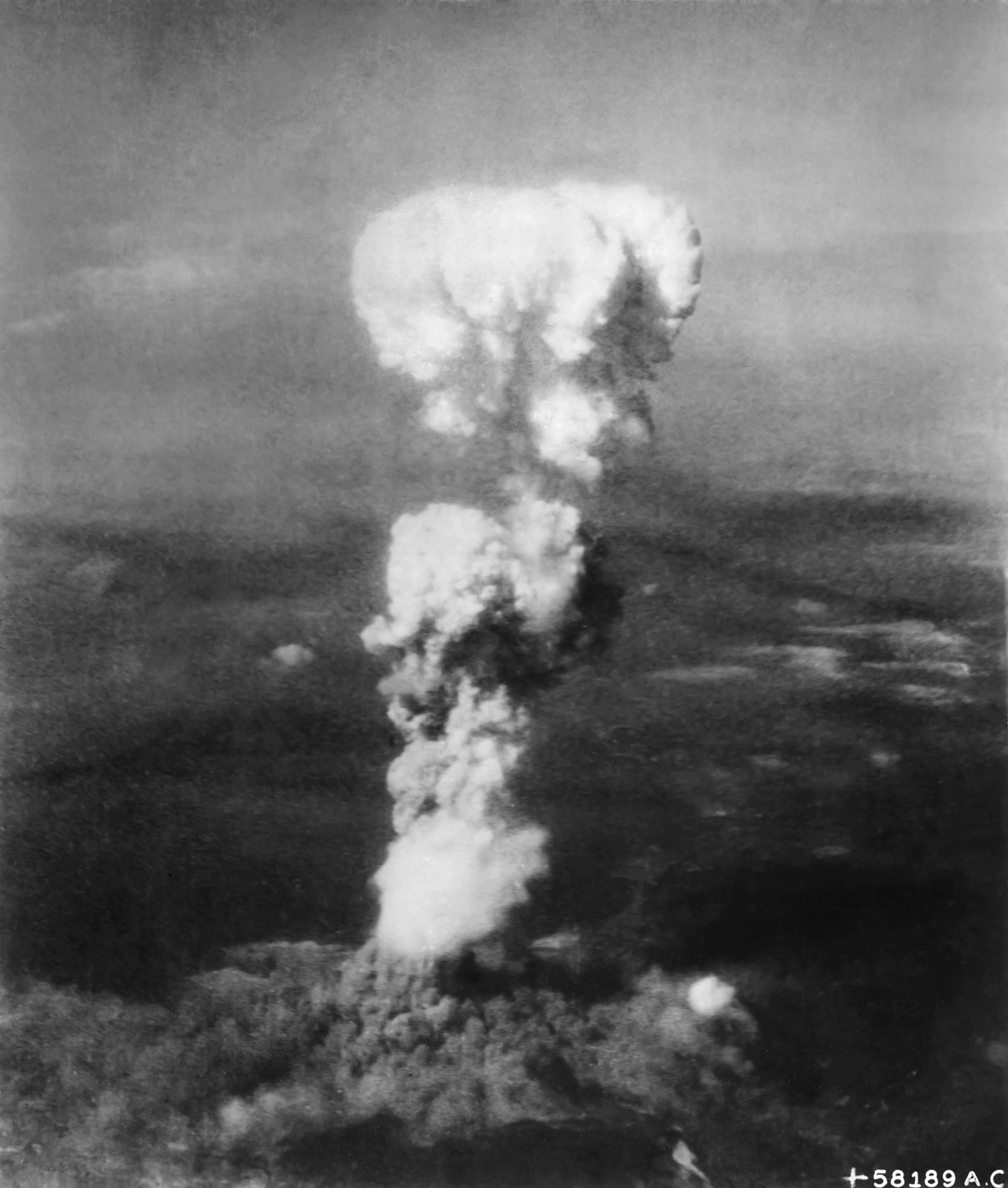
Cliché du champignon nucléaire de Hiroshima, pris par le sergent George R. Caron le 6 août 1945 vers du matin.

Le 6 août 1945, à 8 h 15 du matin, la première bombe atomique explosa à 580 mètres du sol, à environ 130 mètres au sud-est de ce bâtiment, au niveau de l'hôpital Shima  (Ground zero), alors que c'était le pont Aioi reconnaissable par son plan en « T », situé environ 150 mètres au nord-ouest du dôme, qui était initialement visé.
Les constructions alentour furent instantanément rasées, mais cet édifice, ayant subi le souffle de l'explosion presque directement à sa verticale, resta en partie debout, offrant à la vue ses façades calcinées et l'ossature métallique du dôme telles qu'on peut les voir aujourd'hui. D'autres structures situées non loin du dôme ont résisté à l'explosion grâce à leur architecture en béton et non en bois comme la plupart des habitations de l'époque.
La trentaine d'employés travaillant dans le bâtiment sont morts sur le coup.

## Un symbole de paix

### Inscription au patrimoine mondial de l'Unesco
Au bout d'un certain temps, les gens se mirent à nommer les ruines de ce bâtiment le « dôme de Genbaku ». Ces ruines furent classées site historique en juin 1995 puis inscrites sur la liste du patrimoine mondial de l'Unesco le 5 décembre 1996,.
L'appellation officielle sur la liste du patrimoine mondial est « Mémorial de la paix d'Hiroshima (dôme de Genbaku) », légitimé par le fait que « le dôme est devenu un monument universel pour l'humanité entière, symbolisant l'espoir d'une paix perpétuelle et l'abolition définitive de toutes les armes nucléaires sur la terre ».

Les représentants des États-Unis et de la Chine se sont opposés à cette inscription, déclarant qu'elle était « dénuée de toute perspective historique ».

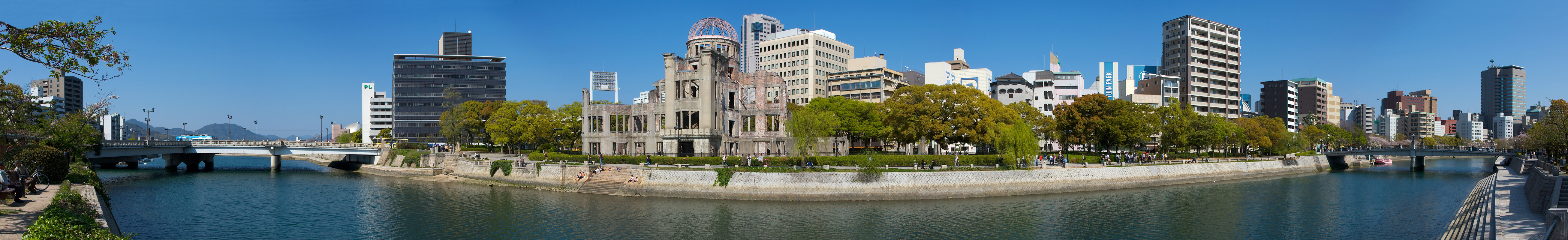
Panorama du site de l'explosion (photo prise depuis le parc du Mémorial de la Paix). Sur les bords de la rivière Ōta, le dôme Genbaku est visible au centre et le pont Aioi, en forme de T, cible initiale de la bombe, se trouve sur la gauche.

### Commémoration

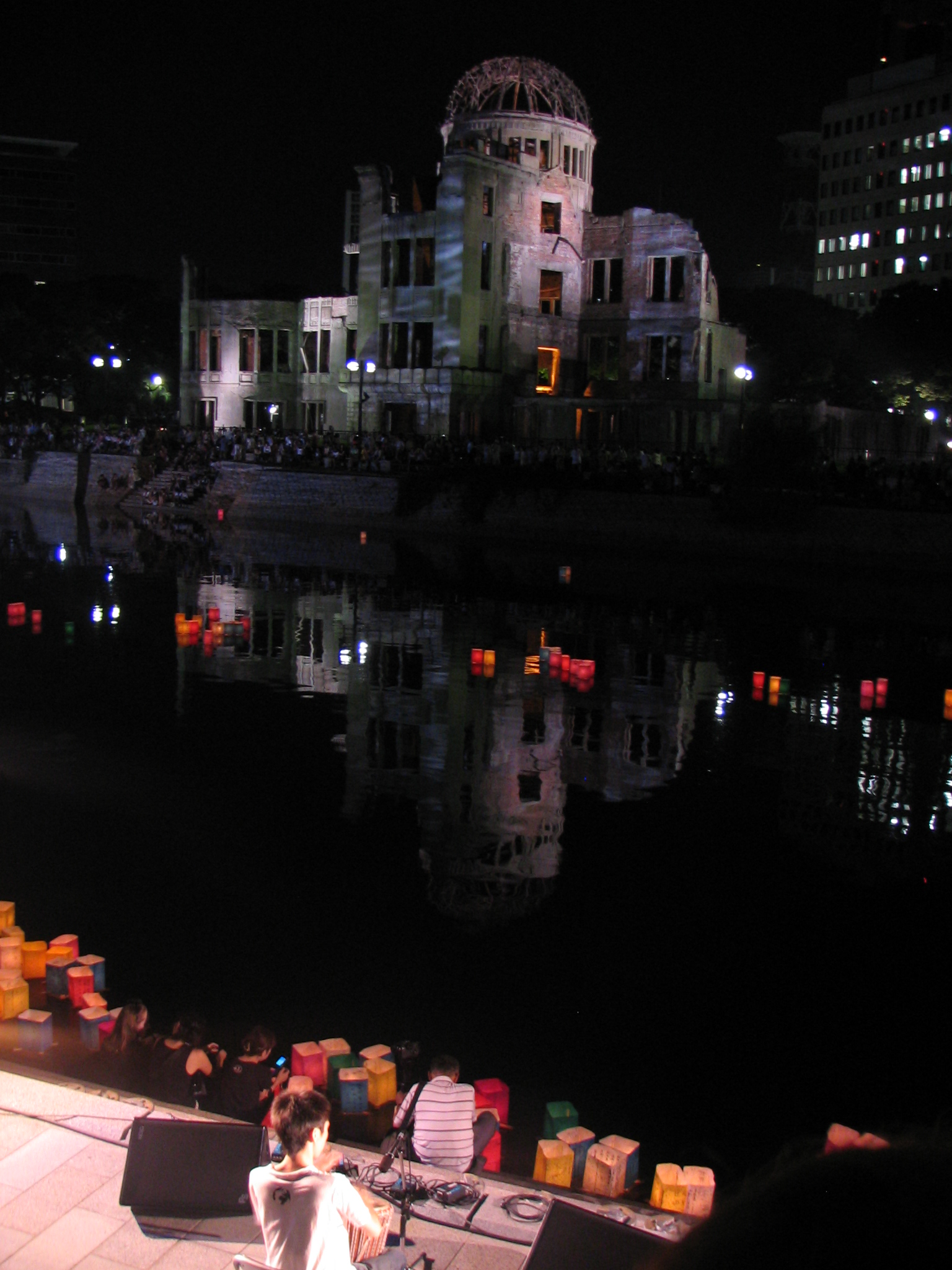
Des lanternes sont déposées le 6 août sur la rivière Ōta.

Chaque année, des commémorations ont lieu le 6 août. Elles rassemblent de nombreuses personnes ayant un lien ou non avec les victimes de la bombe. Des tōrō nagashi (lanternes flottantes) sont déposées sur la rivière Ōta, certaines étant allumées avec des flammes provenant de l'incendie qui suivit le bombardement. Ces lanternes sont appelées « les braises de la bombe atomique ». À 8 h 15, une prière silencieuse a lieu en compagnie du maire de Hiroshima, du premier ministre du Japon et de rescapés de la catastrophe.

## Des œuvres liées au dôme
Jean-Gabriel Périot a réalisé un court métrage intitulé Nijuman no borei (« 200 000 fantômes ») reposant uniquement sur des photographies du dôme à travers l'histoire.